# Porte fortifiée de Montpeyroux
La porte fortifiée de Montpeyroux est une porte de ville située à Montpeyroux, en France.

## Localisation
L'édifice est situé en Auvergne, dans le département français du Puy-de-Dôme, dans le village de Montpeyroux, juste à côté de son église.

## Description
La porte présente des mâchicoulis côté ouest et une cloche au nord. Des deux côtés, le sommet est agrémenté d'une horloge.

## Historique
Cette porte fortifiée date du XIVe siècle. Elle permettait d'accéder à l'intérieur des fortifications qui protégeaient le château et les maisons du village de Montpeyroux.
L'édifice est inscrit au titre des monuments historiques depuis le 25 juin 1951.

## Galerie de photos

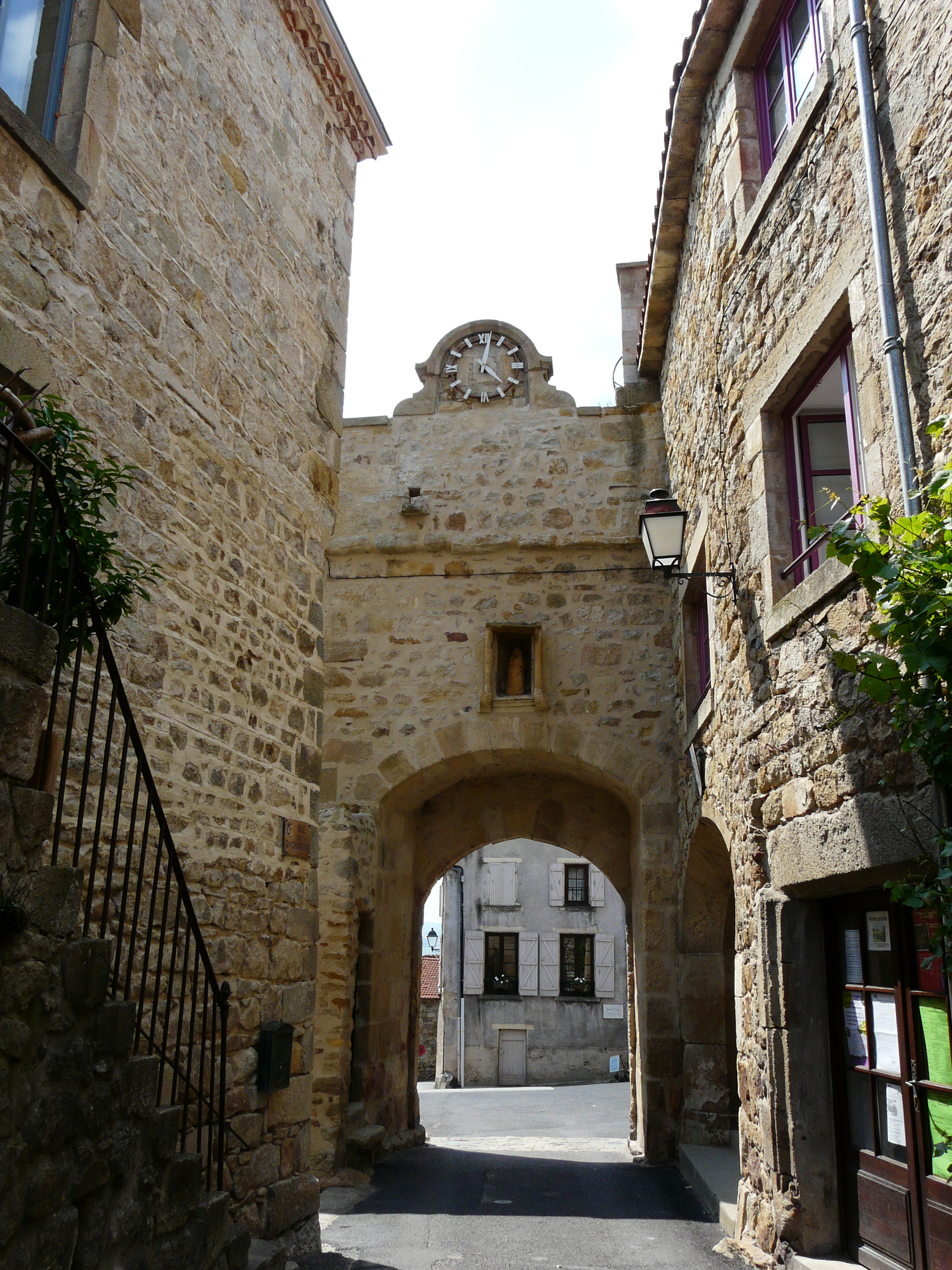
Le côté oriental de la porte.
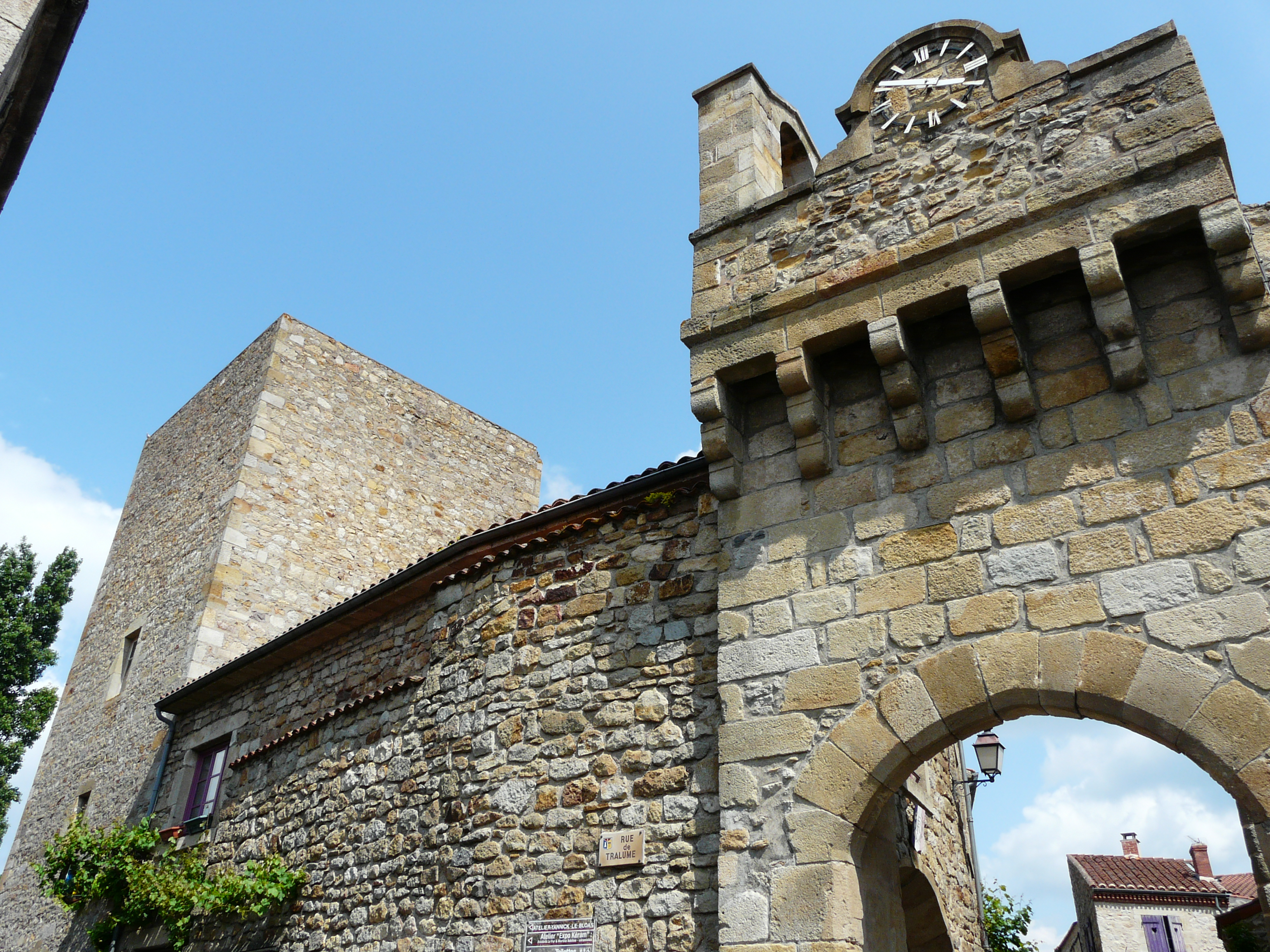
Sur la gauche, une ancienne tour.
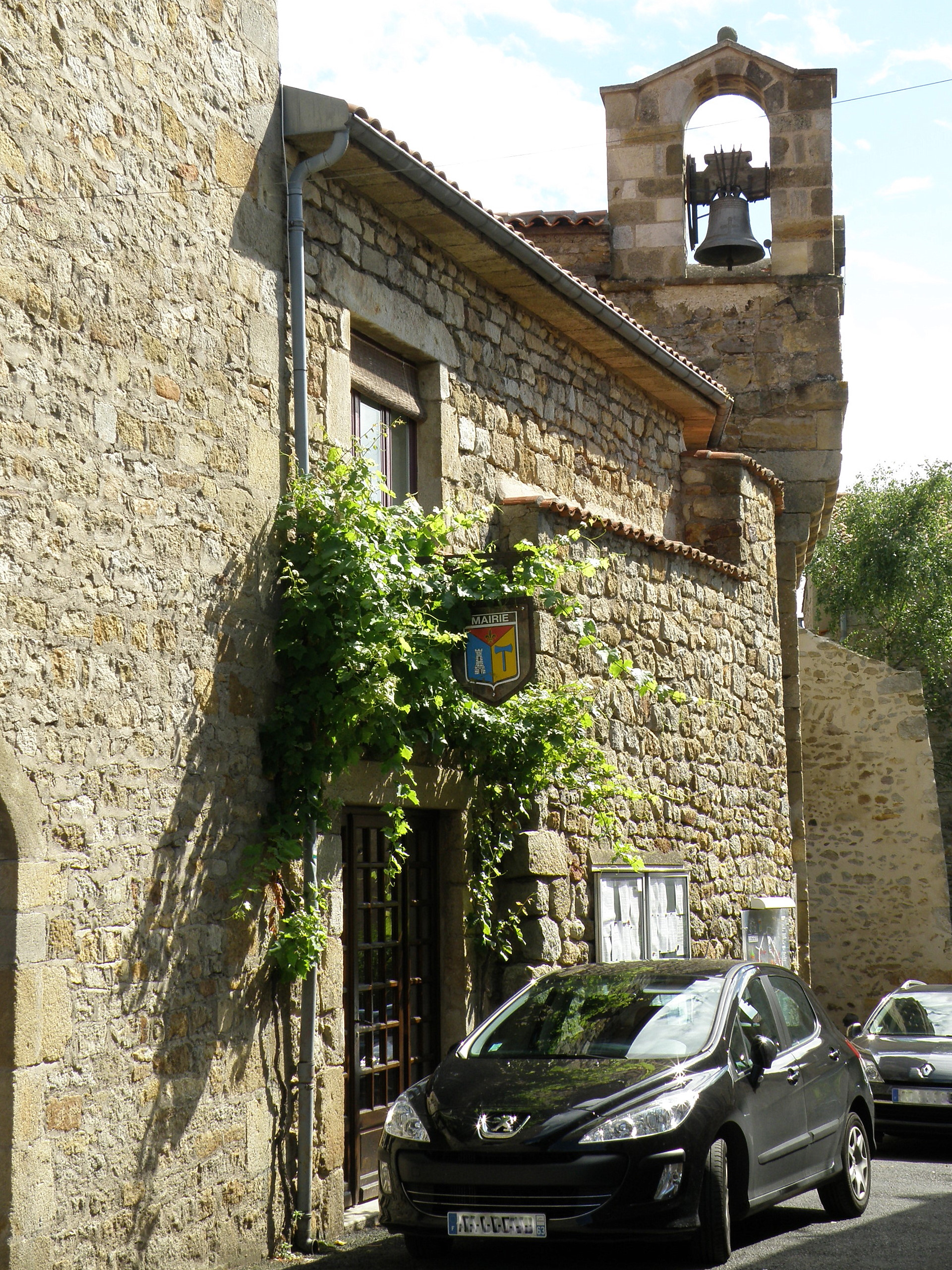
La cloche.